# 990-talet

## Händelser
- Sei Shōnagon skriver Kuddboken (Makura no Sōshi)
- 990 - Toltekerna övertar Chichen Itza.
- 990 - Erik Segersäll gifter sig med Swiatoslawa av Polen.
- 991 - Erik Segersäll erövrar Danmark.
- 991 - Ethelred II av England utmanar den största vikingaflottan på ett sekel. Flottan leds av Olav Tryggvason född i Ryssland.
- 993 - Gregorius V utses till Påve.
- 993 - Usti nad Labem nämns som en handelsplats vid floden Elbe.
- 994 - "Gudsfredsmötet" i Limoges.
- 995 - Olof Skötkonung efterträder sin far Erik som svensk kung.
- 995 - Olav Tryggvason blir kung av Norge.
- 995 - Abul-Fat'h al-Mansur ibn Buluggin efterträds av Abu Qatada Nasir ad-Dawla Badis ibn Mansur i ziriddynastin.
- 996 - I Uppsala möter Olof Skötkonung de från Norge flyende jarlarna Erik och Sven Håkonsson.
- 997 - Johannes XVI utses till motpåve.
- 997 - Kenneth III uppstiger på Skottlands tron.
- 997 - Araberna intar Porto.
- 997 - Norska staden Trondheim grundas.
- 998 - Mahmud av Ghazni erövrar Punjab.

## Födda
- 995 - Bernhard II av Sachsen.
- 995 - Håkon Eriksson.
- 995 - Knut den store.
- 995 - Emund den gamle, av Sverige.

## Avlidna
- 993 - Egil Skallagrimsson, isländsk viking.
- 995 - 25 maj - Mieszko I, hertig av Polen 963-992.
- 995 - Erik Segersäll, kung av Sverige sedan 970.
- 996 - 24 oktober - Hugo Capet, kung av Frankrike sedan 987.
- 999 - Gregorius V, påve sedan 993.
- 999 - Adelaide av Italien.
- 999 - Tore Hjort, norsk hövding.